# Metabool gewicht
Metabool gewicht (MG) is een term die in de diergeneeskundige voedingsleer vaak gebruikt wordt, om de voedingsbehoefte van dieren te bepalen.
Het metabool gewicht kan worden bekomen door de volgende formule op het gewicht (in kilogram) van een dier toetepassen: